# Liste des chapitres de City Hunter
 (mai 2013).
Si vous disposez d'ouvrages ou d'articles de référence ou si vous connaissez des sites web de qualité traitant du thème abordé ici, merci de compléter l'article en donnant les références utiles à sa vérifiabilité et en les liant à la section « Notes et références ».
 (mai 2013).
Cet article présente la liste des chapitres du manga City Hunter.

## Première édition
Éditée aux éditions J'ai lu au format tankōbon.

### Volumes 1 à 10
| no | Japonais                   | Japonais        | Japonais      | Français                                | Français           | Français      |
| no | Titre                      | Date de sortie  | ISBN          | Titre                                   | Date de sortie     | ISBN          |
| --- | -------------------------- | --------------- | ------------- | --------------------------------------- | ------------------ | ------------- |
| 1 | 恐怖のエンジェルダストの巻 | 10 janvier 1986 | 4-08-852381-4 | La poussière d'ange de la peur          | 1er avril 1996     | 2-290-04227-7 |
| Liste des chapitres : - 001. Pas de gloire au compte des 10 secondes - 002. Le démon à la BMW - 003. Le tireur qui venait de l'ombre - 004. La poussière d'ange de la peur - 005. Un partenaire de choc |                            |                 |               |                                         |                    |               |
| 2 | 将軍の罠！の巻             | 10 avril 1986   | 4-08-852382-2 | Le piège du Général                     | 1er avril 1996     | 2-277-24228-4 |
| Liste des chapitres : - 006. Le piège du général - 007. Ne donnez rien à une crapule - 008. Un dangereux répétiteur                                                                                     |                            |                 |               |                                         |                    |               |
| 3 | 裸足の女優の巻             | 10 août 1986    | 4-08-852383-0 | L’actrice aux pieds nus                 | 1er mai 1996       | 2-290-04231-5 |
| Liste des chapitres : - 009. Le gang détraqué - 010. La petite fille qui attend - 011. L'actrice aux pieds nus - 012. Panique sur le tournage                                                           |                            |                 |               |                                         |                    |               |
| 4 | 鐘とともに運命が！の巻     | 5 décembre 1986 | 4-08-852384-9 | Le glas du destin                       | 1er juin 1996      | 2-277-24233-0 |
| Liste des chapitres : - 013. Un cœur qui bat - 014. Tire sur le revenant - 015. Une nullité de professeur - 016. La cicatrice du souvenir - 017. Le glas du destin                                      |                            |                 |               |                                         |                    |               |
| 5 | ワン・オブ・サウザンドの巻 | 5 décembre 1986 | 4-08-852385-7 | Un sur mille                            | 1er juillet 1996   | 2-277-24243-8 |
| Liste des chapitres : - 018. Ne touchez pas à cette fille - 019. Un sur mille - 020. Quel obsédé ! - 021. Le détecteur d'hommes - 022. La reine du jeu                                                  |                            |                 |               |                                         |                    |               |
| 6 | 哀愁のギャンブラーの巻     | 10 février 1987 | 4-08-852386-5 | La joueuse mélancolique                 | 1er août 1996      | 2-290-04258-7 |
| Liste des chapitres : - 023. La joueuse mélancolique - 024. Un type attachant |                            |                 |               |                                         |                    |               |
| 7 | 危険な国からきた女！の巻   | 10 avril 1987   | 4-08-852387-3 | La femme qui venait d’un pays dangereux | 1er septembre 1996 | 2-290-04282-X |
| Liste des chapitres : - 025. L'amour est aveugle - 026. La femme qui venait d'un pays dangereux - 027. La callipyge volante                                                                             |                            |                 |               |                                         |                    |               |
| 8 | 天使のほほえみの巻         | 10 juin 1987    | 4-08-852388-1 | Le sourire de l’ange                    | 1er octobre 1996   | 2-290-04350-8 |
| Liste des chapitres : - 028. Un docteur excentrique - 029. La tulipe de son cœur - 030. Le sourire de l'ange - 031. L'amour, qu'est-ce que c'est ? - 032. La leçon d'amour de Ryô                       |                            |                 |               |                                         |                    |               |
| 9 | 思い出の渚の巻             | 10 août 1987    | 4-08-852389-X | Les rives du souvenir                   | 1er novembre 1996  | 2-290-04352-4 |
| Liste des chapitres : - 033. Ni le médecin, ni les eaux thermales - 034. Premier amour - 035. Les rives du souvenir - 036. Une mariée tombée du ciel                                                    |                            |                 |               |                                         |                    |               |
| 10 | 看護婦には手を出すな！の巻 | 9 octobre 1987  | 4-08-852390-3 | Ne touchez pas à l’infirmière           | 1er janvier 1997   |               |
| Liste des chapitres : - 037. Un antidote dangereux - 038. Ne touchez pas à l'infirmière ! |                            |                 |               |                                         |                    |               |

### Volumes 11 à 20
| no | Japonais                   | Japonais        | Japonais      | Français                   | Français           | Français      |
| no | Titre                      | Date de sortie  | ISBN          | Titre                      | Date de sortie     | ISBN          |
| --- | -------------------------- | --------------- | ------------- | -------------------------- | ------------------ | ------------- |
| 11 | 槇村の忘れものの巻         | 4 décembre 1987 | 4-08-852391-1 | L’oubli de Makimura        | 1er février 1997   | 2-290-04381-8 |
| Liste des chapitres : - 039. Au revoir… et rebonjour ! - 040. L'erreur d'une nuit - 041. La grande manœuvre du soutien-gorge - 042. L'oubli de Makimura - 043. Un jour d'épreuves pour Ryô - 044. L'histoire candide de Ryô                                  |                            |                 |               |                            |                    |               |
| 12 | トラブル・スクープの巻     | 10 février 1988 | 4-08-852392-X | Une révélation surprenante | 1er mars 1997      | 2-290-04407-5 |
| Liste des chapitres : - 045. La valeur de la belle présentatrice - 046. Une révélation surprenante - 047. Dernières nouvelles de Reiko - 048. Rencontre, amour et bonne aventure - 049. Les rêves de Cendrillon                                              |                            |                 |               |                            |                    |               |
| 13 | 海坊主と足ながおじさんの巻 | 8 avril 1988    | 4-08-852393-8 | Le retour de l’éléphant    | 1er avril 1997     | 2-290-04431-8 |
| Liste des chapitres : - 050. Surprise dans le noir ! - 051. Le petit oiseau va sortir ! - 052. Je déteste l'astrologie - 053. Une demande de l'Éléphant - 054. Snake se montre - 055. Le dernier concert                                                     |                            |                 |               |                            |                    |               |
| 14 | がんばれ！香ちゃん！！の巻 | 10 juin 1988    | 4-08-852394-6 | Accroche-toi, Kaori !      | 1er mai 1997       | 2-290-04459-8 |
| Liste des chapitres : - 056. On tire sur Kaori ! - 057. Sayonara - 058. Accroche-toi, Kaori ! - 059. Une femme qui s'installe - 060. Le criminel se manifeste                                                                                                |                            |                 |               |                            |                    |               |
| 15 | 告白のエアポートの巻       | 10 août 1988    | 4-08-852395-4 | L’aéroport des aveux       | 1er juin 1997      | 2-290-04486-5 |
| Liste des chapitres : - 061. Une stratégie sexy ! - 062. À deux doigts de la jalousie - 063. L'enfer du harem - 064. Une sortie troublée dans Tokyo - 065. On enlève la princesse ?! - 066. L'aéroport des aveux - 067. Une nouvelle voisine                 |                            |                 |               |                            |                    |               |
| 16 | 恋人はシティーハンターの巻 | 27 octobre 1988 | 4-08-852396-2 | Folle de City Hunter !     | 1er juillet 1997   | 2-290-04514-4 |
| Liste des chapitres : - 068. Le garde du corps de Maiko - 069. Fidèle à ses instincts !? - 070. Je veux vous protéger !? - 071. Le succès est loin !? - 072. Folle de City Hunter ! - 073. La confession derrière la porte - 074. Le garçon au métier secret |                            |                 |               |                            |                    |               |
| 17 | 暁のMEMORYの巻             | décembre 1988   | 4-08-852397-0 | Le souvenir de l’aube      | 1er août 1997      | 2-290-04536-5 |
| Liste des chapitres : - 075. Incorrigible Yôko ! - 076. Le souvenir de l'aube - 077. C'est le printemps ! - 078. Le premier rendez-vous de Kaori - 079. Un dangereux duo - 080. Pardonne-moi… - 081. Le dragueur du cimetière                                |                            |                 |               |                            |                    |               |
| 18 | 海坊主にゾッコン！！の巻   | 10 février 1989 | 4-08-852398-9 | L’éléphant est à moi !     | 1er septembre 1997 | 2-290-04556-X |
| Liste des chapitres : - 082. Madame l'étudiante - 083. La veuve triste - 084. Un splendide feu d'artifice - 085. La toile blanche - 086. L'Éléphant est à moi ! - 087. La plus grande campagne de l'histoire - 088. L'amour de l'Éléphant                    |                            |                 |               |                            |                    |               |
| 19 | 哀しい天使の巻             | 10 avril 1989   | 4-08-852399-7 | L’ange triste              | 1er octobre 1997   | 2-290-04570-5 |
| Liste des chapitres : - 089. La femme qu'aimait l'Éléphant - 090. L'ange triste - 091. Sara la boudeuse - 092. Donnez-moi du courage ! - 093. La callipyge volante : le retour - 094. La virilité kidnappée                                                  |                            |                 |               |                            |                    |               |
| 20 | さよならの向こう側…の巻    | 9 juin 1989     | 4-08-852400-4 | Ce n’est qu’un au revoir   | 1er novembre 1997  | 2-290-04646-9 |
| Liste des chapitres : - 095. L'affrontement des voleurs va commencer - 096. Le secret du miroir - 097. La sœur triste - 098. Le lien des sœurs - 099. Le rêve caché dans la bague - 100. Ryô, c'est à toi ! - 101. Ce n'est qu'un au revoir                  |                            |                 |               |                            |                    |               |

### Volumes 21 à 30
| no | Japonais                     | Japonais        | Japonais      | Français                         | Français           | Français      |
| no | Titre                        | Date de sortie  | ISBN          | Titre                            | Date de sortie     | ISBN          |
| --- | ---------------------------- | --------------- | ------------- | -------------------------------- | ------------------ | ------------- |
| 21 | ビル街のコールサインの巻     | 10 août 1989    | 4-08-852612-0 | Un signal dans la ville          | 1er décembre 1997  | 2-290-04673-6 |
| Liste des chapitres : - 102. Un signal dans la ville - 103. L'homme de mes rêves - 104. L'uniforme sème la panique - 105. La rhapsodie des prétendants - 106. "Va-t'en, je ne t'aime pas" sont aussi des "je t'aime"                                                                               |                              |                 |               |                                  |                    |               |
| 22 | お嬢さんにパイソンを！の巻   | 9 octobre 1989  | 4-08-852613-9 | Un Python 357 pour la demoiselle | 1er janvier 1998   | 2-290-04675-2 |
| Liste des chapitres : - 107. Le magnum de la colère - 108. Une grand-mère, 17 ans après - 109. Un python 357 pour la demoiselle ! - 110. Une détective invincible est née ?! - 111. Des fesses qui se retournent                                                                                   |                              |                 |               |                                  |                    |               |
| 23 | 明日へのリバイバルの巻       | 5 décembre 1989 | 4-08-852614-7 | La résurrection du lendemain     | 1er février 1998   | 2-290-04677-9 |
| Liste des chapitres : - 112. Un anniversaire de larmes - 113. Qui connaît le cœur d'une femme ? - 114. L'amour est plus fort que le revolver ! - 115. La résurrection du lendemain - 116. Peur de voler ? - 117. Un nettoyeur qui ne sait pas voler                                                |                              |                 |               |                                  |                    |               |
| 24 | 大空の告白の巻               | 9 février 1990  | 4-08-852615-5 | Confessions dans le ciel         | 1er mars 1998      | 2-290-04679-5 |
| Liste des chapitres : - 118. Fright flight (La peur de voler) - 119. Airport 89 - 120. Confessions dans le ciel - 121. Un cadeau des anges ? - 122. La silhouette de mes rêves - 123. Kaori y met du sien - 124. Ryô contre Vampire : le duel - 125. Adieu, la silhouette !                        |                              |                 |               |                                  |                    |               |
| 25 | あの曲をもう一度！―の巻      | 10 avril 1990   | 4-08-852616-3 | Play it again, Mami !            | 1er avril 1998     | 2-290-04681-7 |
| Liste des chapitres : - 126. Ma cliente est un fantôme ? - 127. La femme aux deux visages - 128. Un rendez-vous palpitant dans le noir ! - 129. L'autre moi du miroir - 130. La pianiste dans les flammes - 131. Play it again, Mami ! - 132. La belle et la bête ?! - 133. Duel au port           |                              |                 |               |                                  |                    |               |
| 26 | 突然の出会い！！の巻         | 8 juin 1990     | 4-08-852617-1 | Rencontre inattendue !!          | 1er mai 1998       | 2-290-04683-3 |
| Liste des chapitres : - 134. Collecte émouvante dans la ville - 135. Rencontre inattendue !! - 136. Un cœur déchiré - 137. Un lien fort et solide - 138. My fair Ryô |                              |                 |               |                                  |                    |               |
| 27 | 都会のシンデレラ！！の巻     | 8 août 1990     | 4-08-852618-X | Cendrillon dans la ville         | 1er juin 1998      | 2-290-04685-X |
| Liste des chapitres : - 139. Kaori se met en maillot de bain - 140. Une superbe cible - 141. Un pardessus à secrets - 142. Une évasion en beauté - 143. Cendrillon dans la ville (1re partie) - 144. Cendrillon dans la ville (2e partie) - 145. L'homme que je veux tuer - 146. Décision à l'aube |                              |                 |               |                                  |                    |               |
| 28 | 勝敗の行方！！の巻           | 8 octobre 1990  | 4-08-852619-8 | L’issue du combat                | 1er juillet 1998   | 2-290-04925-5 |
| Liste des chapitres : - 147. Les cicatrices du passé - 148. Les dés sont jetés ! - 149. L'issue du combat - 150. Le cadeau de la sagesse - 151. Le grand-père débarque ! - 152. La fiancée de Ryô en danger ! - 153. On a enlevé mes sous vêtements et mon grand père !                            |                              |                 |               |                                  |                    |               |
| 29 | 伊集院隼人氏の平穏な一日の巻 | 4 décembre 1990 | 4-08-852620-1 | Un jour tranquille               | 1er août 1998      | 2-290-04945-X |
| Liste des chapitres : - 154. Un piège ignoble - 155. Les deux City Hunter - 156. Un jour tranquille dans la vie de M. Hayato Ijûin - 157. Un prétendant pour Saeko - 158. L'image de mon frère - 159. On a modifié le scénario ! - 160. Partenaire au péril de sa vie                              |                              |                 |               |                                  |                    |               |
| 30 | 思い出を消して…の巻          | 8 février 1991  | 4-08-852191-9 | Effacez mes souvenirs            | 1er septembre 1998 | 2-290-04949-2 |
| Liste des chapitres : - 161. Un passé disparu - 162. L'appel de la mort par suggestion - 163. Effacez mes souvenirs... - 164. Numéro d'immatriculation : love ?! - 165. Le transport de la peur - 166. La femme qui chante un code                                                                 |                              |                 |               |                                  |                    |               |

### Volumes 31 à 36
| no | Japonais                   | Japonais        | Japonais      | Français              | Français          | Français      |
| no | Titre                      | Date de sortie  | ISBN          | Titre                 | Date de sortie    | ISBN          |
| --- | -------------------------- | --------------- | ------------- | --------------------- | ----------------- | ------------- |
| 31 | ふたりでひとりの心！！の巻 | 10 mai 1991     | 4-08-852192-7 | Un cœur pour deux     | 1er octobre 1998  | 2-290-05008-3 |
| Liste des chapitres : - 167. Une fuite incroyable - 168. Sois ma partenaire ! - 169. Des sœurs d'une ressemblance frappante - 170. Papa passe à l'attaque !! - 171. Le lâche - 172. Un cœur pour deux - 173. Un complot à 10 coups - 174. L'oiseau s'est envolé ! |                            |                 |               |                       |                   |               |
| 32 | おかしなふたり！！の巻     | 7 août 1991     | 4-08-852193-5 | Un drôle de couple !! | 1er novembre 1998 | 2-290-05034-2 |
| Liste des chapitres : - 175. Un drôle de couple !! - 176. Souvenirs autour d'une photo |                            |                 |               |                       |                   |               |
| 33 | 地獄への出航！！の巻       | 3 décembre 1991 | 4-08-852194-3 | Départ pour l’enfer   | 1er janvier 1999  | 2-290-05093-8 |
| Liste des chapitres : - 177. Triste départ - 178. Le pendentif des larmes - 179. Avant la tempête... - 180. Départ pour l'enfer - 181. Amour et haine - 182. Le pendentif de la mémoire                                                                           |                            |                 |               |                       |                   |               |
| 34 | にせC・H登場！！の巻       | 10 février 1992 | 4-08-852195-1 | Retour de l’enfer     | 1er mars 1999     | 2-290-05143-8 |
| Liste des chapitres : - 183. Mon fils ! - 184. Retour de l'enfer ! - 185. La blessure du héros |                            |                 |               |                       |                   |               |
| 35 | FOREVER, CITY HUNTER!!の巻 | 10 avril 1992   | 4-08-852196-X | Un faux City Hunter   | 1er mai 1999      | 2-290-05147-0 |
| Liste des chapitres : - 186. Le nettoyeur aux toutous - 187. Un faux City Hunter - 188. Deux partenaires mordus ! |                            |                 |               |                       |                   |               |
| 36 | —                          | —               |               | Forever City Hunter   | 1er juillet 1999  | 2-290-05149-7 |
| Note : pas de 36e volume en japonais, les chapitres étant inclus dans le 35eListe des chapitres : - 189. De la franchise ! - 190. Wedding bells - 191. Forever City Hunter                                                                                        |                            |                 |               |                       |                   |               |

## Seconde édition
Éditée aux éditions Shūeisha uniquement au Japon.
| no | Japonais         | Japonais      |
| no | Date de sortie   | ISBN          |
| -- | ---------------- | ------------- |
| 1  | 18 juin 1996     | 4-08-617161-9 |
| 2  | 18 juin 1996     | 4-08-617162-7 |
| 3  | 13 août 1996     | 4-08-617163-5 |
| 4  | 13 août 1996     | 4-08-617164-3 |
| 5  | 18 octobre 1996  | 4-08-617165-1 |
| 6  | 18 octobre 1996  | 4-08-617166-X |
| 7  | 13 décembre 1996 | 4-08-617167-8 |
| 8  | 13 décembre 1996 | 4-08-617168-6 |
| 9  | 18 février 1997  | 4-08-617169-4 |
| 10 | 18 février 1997  | 4-08-617170-8 |
| 11 | 18 avril 1997    | 4-08-617171-6 |
| 12 | 18 avril 1997    | 4-08-617172-4 |
| 13 | 18 juin 1997     | 4-08-617173-2 |
| 14 | 18 juin 1997     | 4-08-617174-0 |
| 15 | 12 août 1997     | 4-08-617175-9 |
| 16 | 12 août 1997     | 4-08-617176-7 |
| 17 | 17 octobre 1997  | 4-08-617177-5 |
| 18 | 17 octobre 1997  | 4-08-617178-3 |

## Édition Deluxe
Éditée aux éditions Panini au format kanzenban.

### Volumes 1 à 10
| no | Japonais         | Japonais      | Français          | Français          |
| no | Date de sortie   | ISBN          | Date de sortie    | ISBN              |
| --- | ---------------- | ------------- | ----------------- | ----------------- |
| 1 | 15 décembre 2003 | 4-19-780213-7 | 13 octobre 2005   | 2-84538-554-4     |
| Personnage sur la couverture : Ryo SaebaListe des chapitres : - Chapitre 1 : Un countdown sans gloire ! - Chapitre 2 : Le démon à la BMW ! - Chapitre 3 : Une grossière erreur ! - Chapitre 4 : C'est à moi de me salir les mains ! - Chapitre 5 : Le tireur qui venait de l'ombre ! - Chapitre 6 : L'Angel Dust de la peur ! - Chapitre 7 : La liste noire de la mort ! - Chapitre 8 : Un partenaire de choc ! - Chapitre 9 : Le sourire de la contre-attaque ! |                  |               |                   |                   |
| 2 | 15 décembre 2003 | 4-19-780214-5 | 1er décembre 2005 | 2-84538-594-3     |
| Personnage sur la couverture : Kaori MakimuraListe des chapitres : - Chapitre 10 : Des diamants pour les cochons ! - Chapitre 11 : Le piège du général ! - Chapitre 12 : La marque de la mort ! - Chapitre 13 : Le démon immortel ! - Chapitre 14 : Ne cède rien aux méchants ! - Chapitre 15 : Un dangereux précepteur ! - Chapitre 16 : Je le haïs ! - Chapitre 17 : Les tribulations d'un petit diable ! - Chapitre 18 : Unbalance Gang - Takehiko Inoue raconte : "Ce que j'ai appris de mon mentor, Tsukasa Hojo." |                  |               |                   |                   |
| 3 | 15 janvier 2004  | 4-19-780219-6 | 9 février 2006    | 2-84538-649-4     |
| Personnage sur la couverture : UmibozuListe des chapitres : - Chapitre 19 : La jeune fille qui attendait inlassablement - Chapitre 20 : Double casting pour un tueur - Chapitre 21 : Et la jeune fille disparut… - Chapitre 22 : L'actrice aux pieds nus - Chapitre 23 : Panique dans les studios - Chapitre 24 : L'actrice flamboyante - Chapitre 25 : Des types qui n'en font qu'à leur tête - Chapitre 26 : Un tournage plus que réaliste - Chapitre 27 : Cœur qui chavire - Chapitre 28 : Tire sur le spectre ! |                  |               |                   |                   |
| 4 | 15 janvier 2004  | 4-19-780220-X | 13 avril 2006     | 2-84538-695-8     |
| Personnage sur la couverture : Yûko KataokaListe des chapitres : - Chapitre 29 : Un sacré professeur - Chapitre 30 : Ce que je n'ai pas réussi à dire ! - Chapitre 31 : Never escape! - Chapitre 32 : La cicatrice du souvenir - Chapitre 33 : Vérités du passé - Chapitre 34 : Un sourire pour récompense - Chapitre 35 : Le carillon du destin - Chapitre 36 : Pas touche à cette femme ! - Chapitre 37 : One of one thousand - Chapitre 38 : Nul ne peut s'opposer au kiki - Tsukasa Hojo : 100 questions et 100 réponse (I) |                  |               |                   |                   |
| 5 | 14 février 2004  | 4-19-780224-2 | 8 juin 2006       | 2-84538-739-3     |
| Personnage sur la couverture : Ryo SaebaListe des chapitres : - Bonus : Galerie d'illustration de l'édition complète - Chapitre 39 : Un mec dangereux au harem - Chapitre 40 : Une sacrée obsession !! - Chapitre 41 : Une arme secrète qui pue ! - Chapitre 42 : Le terrifiant détecteur d'hommes - Chapitre 43 : Obsédé par ses deux coups ! - Chapitre 44 : Gamble Queen ! - Chapitre 45 : La joueuse mélancolique - Chapitre 46 : Gambler vampire - Chapitre 47 : Une dangereuse victoire ! - Chapitre 48 : Le prodige fait une erreur de calcul ! - Bonus : Les armes fatales de Ryo Saeba                                                   |                  |               |                   |                   |
| 6 | 14 février 2004  | 4-19-780225-0 | 24 août 2006      | 2-84538-774-1     |
| Personnage sur la couverture : NagisaListe des chapitres : - Chapitre 49 : Le service après-vente de l'amour - Chapitre 50 : L'idole court ! - Chapitre 51 : Ce type-là m'intrigue ! - Chapitre 52 : L'intrigante minijupe ! - Chapitre 53 : Le comble de l'horreur ! - Chapitre 54 : L'amour rend aveugle ! - Chapitre 55 : Panique après l'annonce du mariage - Chapitre 56 : La femme qui venait d'un pays dangereux - Chapitre 57 : Une adorable préceptrice ! - Chapitre 58 : Faux départ en amour - Tsukasa Hojo : 100 questions et 100 réponses (II)                                                                                       |                  |               |                   |                   |
| 7 | 15 mars 2004     | 4-19-780230-7 | 12 octobre 2006   | 2-84538-823-3     |
| Personnage sur la couverture : Ryo SaebaListe des chapitres : - Bonus : Galerie d'illustrations de l'édition complète - Chapitre 59 : La loi d'Emaria ! - Chapitre 60 : Douce trahison ! - Chapitre 61 : Au bout de l'amour et de la souffrance ? - Chapitre 62 : Le popotin volant ! - Chapitre 63 : Un docteur excentrique ! - Chapitre 64 : Magical Trick - Chapitre 65 : Merci, merci beaucoup pour vos efforts ! - Chapitre 66 : La révolte de Sanchos ! - Chapitre 67 : La tulipe qui s'est épanouie dans son cœur ! - Chapitre 68 : Le sourire de l'ange - Bonus : Ryo Saeba, les répliques cultes qui nous font vibrer !! Première partie |                  |               |                   |                   |
| 8 | 15 mars 2004     | 4-19-780231-5 | 7 décembre 2006   | 2-84538-859-4     |
| Personnage sur la couverture : Saeko NogamiListe des chapitres : - Chapitre 69 : Qu'est-ce que l'amour ? - Chapitre 70 : Le rendez-vous de fer !! - Chapitre 71 : Les cours d'amour de Ryo chouchou ? - Chapitre 72 : Ni les médecins ni les eaux thermales de Kusatsu !! - Chapitre 73 : Premier amour - Chapitre 74 : La plage du souvenir - Chapitre 75 : Ne m'appelle pas papa ! - Chapitre 76 : Au premier regard… - Chapitre 77 : L'audition est annulée ?! - Chapitre 78 : Un coupable inattendu ! - Bonus : Ryo Saeba - Le top dix : Le classement des plus belles miss Mokkori ♥                                                         |                  |               |                   |                   |
| 9 | 15 avril 2004    | 4-19-780236-6 | 8 février 2007    | 2-84538-943-4     |
| Personnage sur la couverture : Ryo SaebaListe des chapitres : - Bonus : Galerie d'illustrations de l'édition complète - Chapitre 79 : Un souvenir vivant - Chapitre 80 : Runaway bride - Une mariée en cavale - Chapitre 81 : Un antidote dangereux - Chapitre 82 : L'heure de la résurrection ? - Chapitre 83 : Les Kitagawa passent à l'attaque ! - Chapitre 84 : La vengeance parfaite ! - Chapitre 85 : Le départ - Chapitre 86 : Pas touche à l'infirmière ! - Chapitre 87 : La vie en rose à l'hôpital ?! - Chapitre 88 : Les chroniques d'infirmière de Kaori - Bonus : "City Hunter" : numérologie des personnages                        |                  |               |                   |                   |
| 10 | 15 avril 2004    | 4-19-780237-4 | 12 avril 2007     | 978-2-84538-965-6 |
| Personnage sur la couverture : Kaori MakimuraListe des chapitres : - Chapitre 89 : Voulez-vous une pomme ?! - Chapitre 90 : Pardon… - Chapitre 91 : Au revoir… et bonjour ! - Chapitre 92 : L'erreur d'un soir - Chapitre 93 : Attention, Kaori ! - Chapitre 94 : Opération soutien-gorge !! - Chapitre 95 : L'oubli de Makimura - Chapitre 96 : Ryo… le jour des épreuves - Chapitre 97 : Enquête "au mouton" - Chapitre 98 : L'histoire de Ryo le candide - Bonus : Trinquons à la boisson spéciale de Ryo Saeba ?! |                  |               |                   |                   |

### Volumes 11 à 20
| no | Japonais          | Japonais      | Français        | Français          |
| no | Date de sortie    | ISBN          | Date de sortie  | ISBN              |
| --- | ----------------- | ------------- | --------------- | ----------------- |
| 11 | 15 mai 2004       | 4-19-780242-0 | 14 juin 2007    | 978-2-80940-010-6 |
| Personnage sur la couverture : Ryo SaebaListe des chapitres : - Chapitre 99 : Le talent de la belle présentatrice - Chapitre 100 : Ryo, l'apprenti reporter - Chapitre 101 : Tempête de neige de gentillesse - Chapitre 102 : Carrément partenaires - Chapitre 103 : Trouble scoop ! - Chapitre 104 : Flash d'information, le cas de Reiko - Chapitre 105 : Rencontre, amour et horoscope - Chapitre 106 : À quoi rêve Cendrillon… - Chapitre 107 : La véritable identité de Kaijin X - Chapitre 108 : Crac-boum dans le noir - Scoop ! Hebdo Saeba Showbiz : L'énigme des 100 000 000 de yens disparus |                   |               |                 |                   |
| 12 | 15 mai 2004       | 4-19-780243-9 | 23 août 2007    | 2-8094-0064-4     |
| Personnage sur la couverture : UmibozuListe des chapitres : - Bonus : Galerie d'illustrations de l'édition complète - Chapitre 109 : Dites "Cheese" !! - Chapitre 110 : Je déteste l'astrologie - Chapitre 111 : La requête d'Umibozu - Chapitre 112 : Le cadeau laissé par Umibozu - Chapitre 113 : Un cumulonimbus de gentillesse ?! - Chapitre 114 : Umibozu et le violon - Chapitre 115 : Le snake apparaît ! - Chapitre 116 : Last concert - Chapitre 117 : On a tiré sur Kaori ?! - Chapitre 118 : La plus maladroite des déclarations d'amour - Tsukasa Hojo : 100 questions et 100 réponses (III) |                   |               |                 |                   |
| 13 | 15 juin 2004      | 4-19-780247-1 | 11 octobre 2007 | 2-8094-0113-6     |
| Personnage sur la couverture : Kaori MakimuraListe des chapitres : - Chapitre 119 : Makimura, lui… - Chapitre 120 : Adieu… - Chapitre 121 : Courage, Kaori !! - Chapitre 122 : La femme qui venait d'emménager - Chapitre 123 : Ce n'est pas juste pour l'argent… - Chapitre 124 : Le criminel se manifeste - Chapitre 125 : L'homme le plus frivole du Japon dévoile ses talents - Chapitre 126 : Opération : love love ! - Chapitre 127 : Jalousie imminente - Chapitre 128 : L'enfer du harem - Chapitre 129 : Tokyo date scramble - Bonus : Le budget de Kaori ! |                   |               |                 |                   |
| 14 | 15 juin 2004      | 4-19-780248-X | 6 décembre 2007 | 2-8094-0161-6     |
| Personnage sur la couverture : Ryo SaebaListe des chapitres : - Chapitre 130 : Vérification du niveau de Mokkori - Chapitre 131 : L'amour est au cœur du malentendu ?! - Chapitre 132 : La princesse a été enlevée ?! - Chapitre 133 : L'aéroport des aveux - Chapitre 134 : La nouvelle voisine - Chapitre 135 : Le "my bodiguard" de Mahiko - Chapitre 136 : The audition - Chapitre 137 : Guidé par ses instincts ?! - Chapitre 138 : Je veux vous protéger !! - Chapitre 139 : Le succès est encore loin ?! - Chapitre 140 : Mon amoureux, c'est City Hunter - Bonus : Procès publique de Ryo pour harcèlement sexuel, présidé par l'honorable juge Kaori !                                                              |                   |               |                 |                   |
| 15 | 15 juillet 2004   | 4-19-780252-8 | 14 février 2008 | 2-8094-0211-6     |
| Personnage sur la couverture : Ryo SaebaListe des chapitres : - Chapitre 141 : Le héros et le trouillard - Chapitre 142 : Déclaration à travers une porte - Chapitre 143 : Un job secret ! - Chapitre 144 : Yoko n'abandonne jamais ! - Chapitre 145 : L'homme au masque - Chapitre 146 : La mémoire de l'aube - Chapitre 147 : Le printemps est arrivé - Chapitre 148 : Pour toutes ces nuits d'insomnie - Chapitre 149 : Le premier rendez-vous de Kaori ! - Chapitre 150 : Un duo dangereux ! - Chapitre 151 : Choc, choc ! - Bonus : Reportage spécial de Yoko Tono, reporter photographe |                   |               |                 |                   |
| 16 | 15 juillet 2004   | 4-19-780253-6 | 24 avril 2008   | 2-8094-0289-2     |
| Personnage sur la couverture : UmibozuListe des chapitres : - Bonus : Galerie d'illustrations de l'édition complète - Chapitre 152 : Pardonne-moi… - Chapitre 153 : Le dragueur des cimetières - Chapitre 154 : Madame est étudiante ! - Chapitre 155 : Un paysage pleins d'amour - Chapitre 156 : La veuve triste - Chapitre 157 : Faisons un feu d'artifice ! Un grandiose feu d'artifice !! - Chapitre 158 : La toile blanche - Chapitre 159 : Umi est un tombeur ! - Chapitre 160 : Folle d'Umibozu !! - Chapitre 161 : La stratégie ultime - Chapitre 162 : Baby scramble - Test de personnalité pour devenir l'assistante de City Hunter                                                                               |                   |               |                 |                   |
| 17 | 16 août 2004      | 4-19-780257-9 | 12 juin 2008    | 2-8094-0337-6     |
| Personnage sur la couverture : Akiko AsagamiListe des chapitres : - Chapitre 163 : L'amour d'Umibozu - Chapitre 164 : La femme qu'Umibozu a aimée - Chapitre 165 : La super-gouvernante et l'ange triste - Chapitre 166 : Des charybdes en scylla ?! - Chapitre 167 : Définitivement, le séduisant monsieur Saeba ?! - Chapitre 168 : Sara qui boude - Chapitre 169 : Le cœur amoureux d'Akiko - Chapitre 170 : Donnez-moi le courage ! - Chapitre 171 : Le retour du popotin volant ! - Chapitre 172 : Ryo, vaincu ?! - Chapitre 173 : Le Mokkori pris en otage - Le quartier de City Hunter : Plan de Shinjuku |                   |               |                 |                   |
| 18 | 16 août 2004      | 4-19-780258-7 | 21 août 2008    | 2-8094-0378-3     |
| Personnage sur la couverture : Ryo SaebaListe des chapitres : - Bonus : Galerie d'illustrations de l'édition complète - Chapitre 174 : La fierté d'un professionnel ?! - Chapitre 175 : Que le duel des voleurs commence !! - Chapitre 176 : Le secret du miroir - Chapitre 177 : Le signal d'appel de la rue des gratte-ciel - Chapitre 178 : Les deux détectives - Chapitre 179 : Bienvenue dans la maison de vos rêves ! - Chapitre 180 : Le plan de Kozue - Chapitre 181 : Le rêve de Kozue - Chapitre 182 : L'homme de mes rêves - Chapitre 183 : My Sister, le cœur serré - Chapitre 184 : Le lien qui unit deux sœurs - Bonus : Les armes fatales de Ryo Saeba (2)                                                    |                   |               |                 |                   |
| 19 | 15 septembre 2004 | 4-19-780262-5 | 23 octobre 2008 | 2-8094-0423-2     |
| Personnage sur la couverture : Kaori MakimuraListe des chapitres : - Bonus : Galerie d'illustrations de l'édition complète - Chapitre 185 : Un travail pour Kaori ?! - Chapitre 186 : Le rêve caché dans la bague - Chapitre 187 : Mon cher Ryo, à vous de jouer !! - Chapitre 188 : De l'autre côté d'un au revoir… - Chapitre 189 : La panique de l'uniforme ! - Chapitre 190 : Le capriccio de la demande en mariage ?! - Chapitre 191 : Rendez-vous suspect - Chapitre 192 : "Va-t'en, je te déteste" sont aussi des "je t'aime" ?! - Chapitre 193 : Le vieux Takeda se met à table - Chapitre 194 : Le magnum de la colère ! - Chapitre 195 : Une grand-mère au bout de 17 ans - City Hunter : Les voitures de mon cœur |                   |               |                 |                   |
| 20 | 15 octobre 2004   | 4-19-780268-4 | 4 décembre 2008 | 2-8094-0458-5     |
| Personnage sur la couverture : Rosemary MoonListe des chapitres : - Chapitre 196 : Et le po♥po♥tin se retourna - Chapitre 197 : Il était une fois, dans la jungle… - Chapitre 198 : L'anniversaire des larmes - Chapitre 199 : Dating Inferno ! - Chapitre 200 : Déclaration à l'aube - Chapitre 201 : Qui connaît le cœur des femmes… ? - Chapitre 202 : L'amour est plus fort que le revolver ! - Chapitre 203 : Renaissance vers des lendemains plus heureux - Chapitre 204 : Un python 357 pour la demoiselle !! - Chapitre 205 : Ah, l'entraînement infernale - Chapitre 206 : Le 007 du quartier des hôtels - Bonus : Les armes fatales de Kaori                                                                       |                   |               |                 |                   |

### Volumes 21 à 30
| no | Japonais         | Japonais      | Français          | Français      |
| no | Date de sortie   | ISBN          | Date de sortie    | ISBN          |
| --- | ---------------- | ------------- | ----------------- | ------------- |
| 21 | 15 octobre 2004  | 4-19-780269-2 | 11 février 2009   | 2-8094-0609-X |
| Personnage sur la couverture : Kaori MakimuraListe des chapitres : - Bonus : Galerie d'illustrations de l'édition complète - Chapitre 207 : Le secret du tonton - Chapitre 208 : Le porte-bonheur secret - Chapitre 209 : La naissance d'un détective invincible ?! - Chapitre 210 : Tu as peur de voler ?! - Chapitre 211 : La nuit dangereuse de Kaori et Ryo - Chapitre 212 : Le nettoyeur qui ne pouvait pas voler - Chapitre 213 : Fright, flight (le vol de la peur) - Chapitre 214 : Aéroport '89 - Chapitre 215 : Déclaration en plein air - Chapitre 216 : Le trésor égaré des anges ?! - Chapitre 217 : C'est moi sa maman ?! - Bonus : Plan complet des locaux de la compagnie Saeba               |                  |               |                   |               |
| 22 | 15 novembre 2004 | 4-19-780273-0 | 8 avril 2009      | 2-8094-0710-X |
| Personnage sur la couverture : Ryo SaebaListe des chapitres : - Chapitre 218 : Retrouvailles bouleversantes entre une mère et sa fille !! - Chapitre 219 : Fascinante silhouette vue de dos - Chapitre 220 : Kaori fait des efforts !! - Chapitre 221 : Combat décisif ! La chauve-souris contre Ryo !! - Chapitre 222 : Adieux à un dos !! - Chapitre 223 : La cliente est un fantôme ?! - Chapitre 224 : La femme aux deux visages ?! - Chapitre 225 : Rendez-vous palpitant dans le noir - Chapitre 226 : L'autre moi dans le miroir ?! - Chapitre 227 : La pianiste au cœur des flammes !! - Chapitre 228 : Play it again, Mami ! Joue ce morceau encore une fois                                         |                  |               |                   |               |
| 23 | 15 novembre 2004 | 4-19-780274-9 | 10 juin 2009      | 2-8094-0804-1 |
| Personnage sur la couverture : Azusa GotoListe des chapitres : - Chapitre 229 : Ryo a dit "L'amour sauvera la planète" ?! - Chapitre 230 : La belle et la bête ?! - Chapitre 231 : L'enlèvement de l'amour et de la tristesse - Chapitre 232 : Duel au port !! - Chapitre 233 : La collecte des larmes - Chapitre 234 : Rencontre inattendue !! - Chapitre 235 : Une fillette en danger de mort - Chapitre 236 : Un cœur fleur bleue qui frémit ?! - Chapitre 237 : Une bien étrange poursuite !! - Chapitre 238 : Le cœur arraché - Chapitre 239 : La tragédie de refuge de montagne !! - Bonus : Glossaire de City Hunter                                                                                   |                  |               |                   |               |
| 24 | 15 décembre 2004 | 4-19-780278-1 | 19 août 2009      | 2-8094-0899-8 |
| Personnage sur la couverture : Eriko KitaharaListe des chapitres : - Bonus : Galerie d'illustrations de l'édition complète - Chapitre 240 : Un lien fort et solide - Chapitre 241 : La femme qui m'a draguée ?! - Chapitre 242 : My fair Ryo ?! - Chapitre 243 : Lorsque Kaori se met en maillot de bain…?! - Chapitre 244 : Une cible sublime !! - Chapitre 245 : Le secret du manteau ?! - Chapitre 246 : Une évasion qui ne manque pas de styles !! - Chapitre 247 : Un mode pour survivre !! - Chapitre 248 : Cendrillon dans la ville !! (1) - Chapitre 249 : Cendrillon dans la ville !! (2) - Chapitre 250 : L'homme que je veux tuer !! - Bonus : Ryo Saeba à la loupe                                |                  |               |                   |               |
| 25 | 15 décembre 2004 | 4-19-780279-X | 16 septembre 2009 | 2-8094-0918-8 |
| Personnage sur la couverture : UmibozuListe des chapitres : - Chapitre 251 : Un poignard caché dans le cœur !! - Chapitre 252 : Décision à l'aube !! - Chapitre 253 : Les cicatrices du passé - Chapitre 254 : Le sort en est jeté !! - Chapitre 255 : Fais confiance à Ryo !! - Chapitre 256 : L'aura de la mort !! - Chapitre 257 : L'issus du combat !! - Chapitre 258 : Un cadeau plein de sagesse !! - Chapitre 259 : Le grand-père débarque ?! - Chapitre 260 : La famille Mokkori ?! - Chapitre 261 : La fiancée de Ryo dans la ligne de mire ?! - Bonus : Le classement des meilleurs cosplay de Ryo Saeba                                                                                            |                  |               |                   |               |
| 26 | 15 janvier 2005  | 4-19-780283-8 | 14 octobre 2009   | 2-8094-0935-8 |
| Personnage sur la couverture : Saeko NogamiListe des chapitres : - Bonus : Galerie d'illustrations de l'édition complète - Chapitre 262 : On a kidnappé ma lingerie !! (et le grand-père avec) - Chapitre 263 : Un piège ignoble ?! - Chapitre 264 : Les deux City Hunter - Chapitre 265 : I must change my life - Chapitre 266 : Une journée paisible dans la vie d'Hayato Ijuin - Chapitre 267 : Le prétendant de Saeko !! - Chapitre 268 : L'image de mon frère !! - Chapitre 269 : Fouille plus profond !! - Chapitre 270 : Évasion au cœur d'un chassé-croisé !! - Chapitre 271 : Le scénario réécrit !! - Chapitre 272 : Partenaire au péril de sa vie - Bonus : La voie du partenaire idéal, par Kaori |                  |               |                   |               |
| 27 | 15 janvier 2005  | 4-19-780284-6 | 2 décembre 2009   | 2-8094-1006-2 |
| Personnage sur la couverture : Ryo SaebaListe des chapitres : - Chapitre 273 : Le passé oublié !! - Chapitre 274 : Suggestion mortelle !! - Chapitre 275 : La princesse sur le rivage - Chapitre 276 : Un hypnotiseur inattendu !! - Chapitre 277 : Sauvetage miraculeux !! - Chapitre 278 : Effacer mes souvenirs… - Chapitre 279 : "L'évadeur" au petit cœur ?! - Chapitre 280 : Le transport de la terreur !! - Chapitre 281 : Peur dans la chambre forte ?! - Chapitre 282 : Une femme qui chante un code secret ?! - Chapitre 283 : Une évasion stupéfiante !! - Bonus : Les connaissances de base de Kaori (médecine et sauvetage)                                                                      |                  |               |                   |               |
| 28 | 18 février 2005  | 4-19-780287-0 | 17 février 2010   | 2-8094-1133-6 |
| Personnage sur la couverture : Ryo SaebaListe des chapitres : - Bonus : Galerie d'illustrations de l'édition complète - Chapitre 284 : Je vous veux comme partenaire !! - Chapitre 285 : Un complot à dix coups ?! - Chapitre 286 : Miki, attention danger ?! - Chapitre 287 : Le Mokkori disparu !! - Chapitre 288 : Ryo et les sœurs à la ressemblance terrifiante !! - Chapitre 289 : Je veux tout savoir de toi !! - Chapitre 290 : Papa passe à l'attaque !! - Chapitre 291 : Réaction ambiguë !! - Chapitre 292 : Lâche !! - Chapitre 293 : Un cœur pour deux !! - Chapitre 294 : Le "meilleur ami" de Ryo !! - Bonus : Le guide de la visite nocturne - les dix règles                                 |                  |               |                   |               |
| 29 | 18 février 2005  | 4-19-780288-9 | 7 avril 2010      | 2-8094-1264-2 |
| Personnage sur la couverture : Mick AngelListe des chapitres : - Chapitre 295 : Un drôle de duo !! - Chapitre 296 : Quand le cœur d'une femme et le cœur d'un homme vacillent !! - Chapitre 297 : Sincérité et vérité !! - Chapitre 268 : Une vraie partenaire ?! - Chapitre 299 : Je veux attraper l'amour !! - Chapitre 300 : … pour toi - Chapitre 301 : Souvenirs autour d'une photo !! - Chapitre 302 : Un sugar boy mouvementé - Chapitre 303 : Un dos gentil et chaud !! - Chapitre 304 : L'alter-égo de mon frère !! - Chapitre 305 : Un départ plein de tristesse !! - Bonus : Sorti du placard ! Le manga illusoire en quatre case                                                                  |                  |               |                   |               |
| 30 | 15 mars 2005     | 4-19-780293-5 | 9 juin 2010       | 2-8094-1375-4 |
| Personnage sur la couverture : Ryo SaebaListe des chapitres : - Bonus : Galerie d'illustrations de l'édition complète - Chapitre 306 : Le pendentif des larmes - Chapitre 307 : Un homme rongé par la folie !! - Chapitre 308 : La veillé d'armes… - Chapitre 309 : Avant la tempête… - Chapitre 310 : Départ pour l'enfer !! - Chapitre 311 : Le prisonnier inattendu du bateau infernal !! - Chapitre 312 : Le spectacle du diable !! - Chapitre 313 : Amour et haine… !! - Chapitre 314 : Le souvenir du pendentif !! - Chapitre 315 : Coup de grâce !! - Bonus : Sorti du placard ! Le manga spécial de City Hunter (1)                                                                                   |                  |               |                   |               |

### Volumes 31 à 32
| no | Japonais       | Japonais      | Français        | Français          |
| no | Date de sortie | ISBN          | Date de sortie  | ISBN              |
| --- | -------------- | ------------- | --------------- | ----------------- |
| 31 | 15 mars 2005   | 4-19-780294-3 | 25 août 2010    | 978-2-8094-1443-1 |
| Personnage sur la couverture : Kaori MakimuraListe des chapitres : - Chapitre 316 : Promet-moi de rester en vie !! - Chapitre 317 : Mon fils !! - Chapitre 318 : Retour de l'enfer !! - Chapitre 319 : La blessure du héros ?! - Chapitre 320 : Adorables anges !! - Chapitre 321 : Bataille décalée - Chapitre 322 : La clé avalée !! - Chapitre 323 : Le toutou nettoyeur !! - Chapitre 324 : Un faux City Hunter !! - Chapitre 325 : La fugue de Kaori !! - Chapitre 326 : Double Mokkori déchaîné !! - Bonus : Sorti du placard ! Le manga spécial de City Hunter (2) |                |               |                 |                   |
| 32 | 15 avril 2005  | 4-19-780298-6 | 13 octobre 2010 | 978-2-8094-1455-4 |
| Personnages sur la couverture : Ryo Saeba et Kaori MakimuraListe des chapitres : - Chapitre 327 : Opération : double visite nocturne !! - Chapitre 328 : Un parfum de doute !! - Chapitre 329 : La colère de Mick !! - Chapitre 330 : Tentative d'assassinat !! - Chapitre 331 : Deux partenaires mordus !! - Chapitre 332 : Véritables sentiments !! - Chapitre 333 : Wedding bells !! - Chapitre 334 : Le bouquet ensanglanté !! - Chapitre 335 : Prêt à tout… !! - Chapitre 336 : Forever, City Hunter !! - Bonus : Histoires de partenaires                           |                |               |                 |                   |

### Volumes XYZ
| no | Japonais          | Japonais      | Français         | Français          |
| no | Date de sortie    | ISBN          | Date de sortie   | ISBN              |
| --- | ----------------- | ------------- | ---------------- | ----------------- |
| X | 15 septembre 2004 | 4-19-780263-3 | 15 mai 2008      | 978-2-8094-0306-0 |
| Personnages sur la couverture : Ryô et KaoriListe des chapitres : - Chapitre 1 : Couvertures (5 couleurs) * Illustrations - Chapitre 2 : Spécial (5couleurs) * Posters & produits dérivés - Chapitre 3 : Frontispices (4 couleurs) * Illustrations - Chapitre 4 : Frontispices (2 couleurs) * Illustrations - Chapitre 5 : Frontispices (1 couleur) * Illustrations - Chapitre 6 : Le coin des fans (1 couleur) * Interview et favoris - La précieuse illustration de M. Akira Kamiya |                   |               |                  |                   |
| Y | 14 mai 2005       | 4-19-780302-8 | 20 octobre 2010  | 978-2-8094-1456-1 |
| Personnage sur la couverture : Ryô et KaoriListe des chapitres : - Chapitre 1 : Couvertures (5 couleurs) * Illustrations - Chapitre 2 : Couvertures (4 couleurs) * Illustrations - Chapitre 3 : Couvertures (2 couleurs) * Illustrations - Chapitre 4 : Couvertures (1 couleur) * Illustrations - Chapitre 5 : Le coin des fans (1 couleur) * Interview et favoris - Chapitre 6 : Spécial (5 couleurs) * Produits dérivés et cartes - Tsukasa Hojo - Galerie d'autoportraits - Inédit dans l'édition complète - les illustrations spéciales - La précieuse illustration de la doubleuse Kazue Ikura |                   |               |                  |                   |
| Z | 15 juin 2005      | 4-19-780306-0 | 17 novembre 2010 | 978-2-8094-0813-3 |
| Personnages sur la couverture : Ryô et le RatListe des chapitres : - Histoire 1 : City Hunter * XYZ - Histoire 2 : City Hunter * Double Edged / Double tranchant - Histoire 3 : Les origines de Ryo Saeba (1) * Le gentleman-cambrioleur entre en scène - Histoire 4 : Les origines de Ryo Saeba (2) * Un rat un peu trop têtu - Les animés de City Hunter |                   |               |                  |                   |

### Seconde édition japonaise
1. 1 2  (ja) « Tome 1 »
2. 1 2  (ja) « Tome 2 »
3. 1 2  (ja) « Tome 3 »
4. 1 2  (ja) « Tome 4 »
5. 1 2  (ja) « Tome 5 »
6. 1 2  (ja) « Tome 6 »
7. 1 2  (ja) « Tome 7 »
8. 1 2  (ja) « Tome 8 »
9. 1 2  (ja) « Tome 9 »
10. 1 2  (ja) « Tome 10 »
11. 1 2  (ja) « Tome 11 »
12. 1 2  (ja) « Tome 12 »
13. 1 2  (ja) « Tome 13 »
14. 1 2  (ja) « Tome 14 »
15. 1 2  (ja) « Tome 15 »
16. 1 2  (ja) « Tome 16 »
17. 1 2  (ja) « Tome 17 »
18. 1 2  (ja) « Tome 18 »

### Édition Deluxe japonaise
1. 1 2  (ja) « Tome 1 »
2. 1 2  (ja) « Tome 2 »
3. 1 2  (ja) « Tome 3 »
4. 1 2  (ja) « Tome 4 »
5. 1 2  (ja) « Tome 5 »
6. 1 2  (ja) « Tome 6 »
7. 1 2  (ja) « Tome 7 »
8. 1 2  (ja) « Tome 8 »
9. 1 2  (ja) « Tome 9 »
10. 1 2  (ja) « Tome 10 »
11. 1 2  (ja) « Tome 11 »
12. 1 2  (ja) « Tome 12 »
13. 1 2  (ja) « Tome 13 »
14. 1 2  (ja) « Tome 14 »
15. 1 2  (ja) « Tome 15 »
16. 1 2  (ja) « Tome 16 »
17. 1 2  (ja) « Tome 17 »
18. 1 2  (ja) « Tome 18 »
19. 1 2  (ja) « Tome 19 »
20. 1 2  (ja) « Tome 20 »
21. 1 2  (ja) « Tome 21 »
22. 1 2  (ja) « Tome 22 »
23. 1 2  (ja) « Tome 23 »
24. 1 2  (ja) « Tome 24 »
25. 1 2  (ja) « Tome 25 »
26. 1 2  (ja) « Tome 26 »
27. 1 2  (ja) « Tome 27 »
28. 1 2  (ja) « Tome 28 »
29. 1 2  (ja) « Tome 29 »
30. 1 2  (ja) « Tome 30 »
31. 1 2  (ja) « Tome 31 »
32. 1 2  (ja) « Tome 32 »
33. 1 2  (ja) « Tome X »
34. 1 2  (ja) « Tome Y »
35. 1 2  (ja) « Tome Z »

### Édition Deluxe française
1. ↑  « Tome 1 »
2. ↑  « Tome 2 »
3. ↑  « Tome 3 »
4. ↑  « Tome 4 »
5. ↑  « Tome 5 »
6. ↑  « Tome 6 »
7. ↑  « Tome 7 »
8. ↑  « Tome 8 »
9. ↑  « Tome 9 »
10. ↑  « Tome 10 »
11. ↑  « Tome 11 »
12. ↑  « Tome 12 »
13. ↑  « Tome 13 »
14. ↑  « Tome 14 »
15. ↑  « Tome 15 »
16. ↑  « Tome 16 »
17. ↑  « Tome 17 »
18. ↑  « Tome 18 »
19. ↑  « Tome 19 »
20. ↑  « Tome 20 »
21. ↑  « Tome 21 »
22. ↑  « Tome 24 »
23. ↑  « Tome 25 »
24. ↑  « Tome 26 »
25. ↑  « Tome 27 »
26. ↑  « Tome 28 »
27. ↑  « Tome 29 »
28. ↑  « Tome 30 »
29. ↑  « Tome 31 »
30. ↑  « Tome 32 »
31. ↑  « Tome X »
32. ↑  « Tome Y »
33. ↑  « Tome Z »